# カリア語

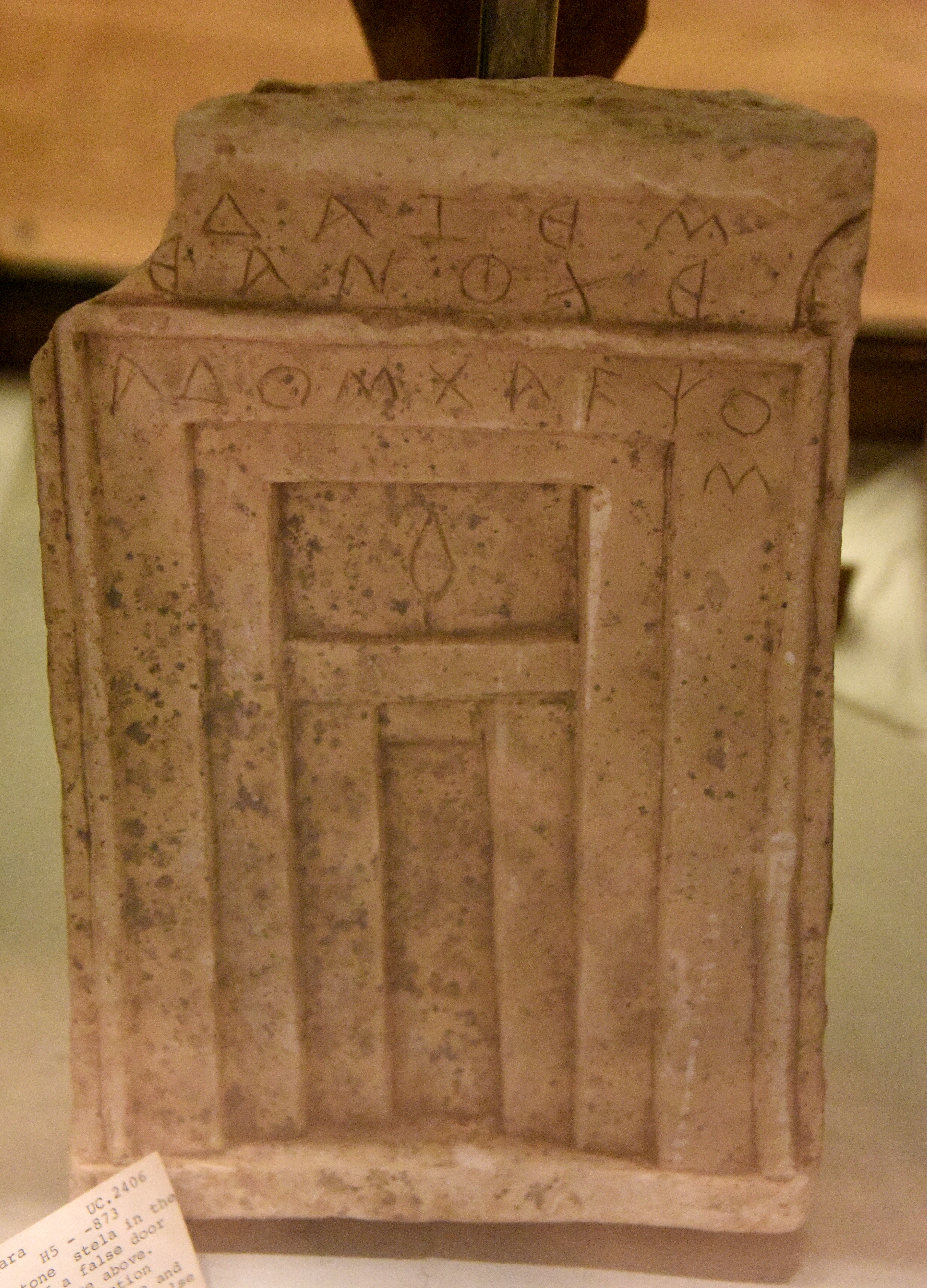
サッカラのカリア語碑文

カリア語（カリアご、Carian language）は、鉄器時代のアナトリア半島南西部のカリア（今のトルコの一部）で使われていた古代語。紀元前7世紀から紀元前3世紀にわたる碑文が残っている。カリア本土のほかにエジプトやギリシアにも碑文が残る。
カリアはリュディアの南、リュキアの北西に位置し、ギリシア人の植民地であるイオニア・ドーリアに隣りあっていた。カリア語はリュキア語と同様にインド・ヨーロッパ語族アナトリア語派のルウィ語群に属する。
資料の制約のために充分に解読されていないが、1996年にトルコの調査団によってカリア語とギリシア語の2言語碑文が発見され、状況は劇的に改良された。

## 資料
- ギリシア人の文献の中に見えるカリア語の単語。固有名詞以外は主に6世紀のビュザンティオンのステパノス（英語版）による地名の説明に見られるが、確実なものは数語にすぎない[3]。
- カリア語の資料が最も多く残っているのはエジプトで、サイスからブヘン（現在はナセル湖の下に水没）にいたるナイル川沿いに170ほどの碑文が残るが、その大半は短文の墓碑銘・奉納文か落書きである[4]。いくつかはヒエログリフで書かれたエジプト語との2言語碑文になっている。年代のわかる最古の碑文はエジプト第26王朝のプサメティコス1世（在位664-610BC）の時代のイシス像の土台の銘である[5]。エジプト第26王朝がイオニア人とカリア人の傭兵による軍事力を背景としていたことはヘロドトスにも見える。
- カリア本土とその周辺の碑文はずっと数が少なく、30ほどに過ぎないが、3つの長文の勅令を含む。またギリシア語との2言語碑文もいくつかある[4]。
- ギリシアのアテネからも2言語碑文が見つかっている。
- 貨幣の刻文。

## 文字
カリア文字はアルファベットで、一見するとギリシア文字によく似ており、おそらく他のアナトリアの文字と同様、ギリシア文字から発達したと考えられる。しかし、ギリシア文字と同じ音価を持つのは4文字のみで、ほとんどの文字はギリシア文字とは無関係な音を持つ。
文字の数は全部あわせると45ほどあるが、これは地域差のためで、ひとつの地域で使われる文字の数はせいぜい30前後である。
カリア語の資料は19世紀から知られる。カール・リヒャルト・レプシウスはエジプトで落書きを発見し、カリア語を表していると1844年に正しく判断している。アーチボルド・セイスが1887年に最初の解読の試みを行ったが、成功しなかった。2言語碑文の存在にもかかわらず、カリア文字は長い間未解読であった。1980年代から1990年代にかけて、ジョン・D・レイ、ディーター・シュール、イグナシオ＝ハビエル・アディエゴらによって従来の文字の読みが根本的に誤っていることが示された。この新説は当初必ずしも受け入れられなかったが、カウノスでカリア語とギリシア語の新しい2言語碑文が発見され、正しさが検証された。現在は使用頻度の少ない文字以外は音価が明らかになっている。

## 言語の特徴

### 音声
/a e i o u/ の5母音があり、アディエゴによればさらに /y/ があった。ほかに半母音(/j w ɥ(?)/)もあったらしい。ただし、カウノスの碑文には e が使われていない。ほかに書かれない母音があった。
子音の中にはかならずしも明らかでないものがある。以下はアディエゴによる。
|             | 両唇音  | 歯音                | 後部歯茎音          | 硬口蓋音 | 軟口蓋音 | 口蓋垂音 |
| ----------- | ------- | ------------------- | ------------------- | -------- | -------- | -------- |
| 無声破裂音  | p       | t                   |                     | χ [c]    | k        | q        |
| 有声音?     | b [β?]  | d [ð?]              |                     |          |          |          |
| 前鼻音化音? | β [mb?] | δ [nd?]             |                     |          |          |          |
| 鼻音        | m       | n                   |                     | ñ        |          |          |
| 破擦音      |         | ζ [ts, st?]         | τ [tʃ]              |          |          |          |
| 摩擦音      |         | s                   | š [ʃ]               | ś [ç?]   |          |          |
| 流音        |         | r l ŕ [rʲ?] λ [lː?] | r l ŕ [rʲ?] λ [lː?] |          |          |          |

上記のほかに γ ŋ などと翻字される子音があるが、音価は不明。

### 文法
名詞は単数と複数があり、格には少なくとも主格・対格・属格があった。与格の存在については議論がある。動詞についてはあまりよくわかっていない。

### 語彙
固有名詞を除くと、はっきり意味のわかっている語彙は mno-（息子）、ted（父）、en（母）などのわずかなものに限られる。

## 系統
カリア語の語彙はほとんど不明だが、わかっている限りの語彙はアナトリア語派に同系語がある。固有名詞からは、カリア語はインド・ヨーロッパ祖語の *h2 を保存しているようであり、またサテム語的(PIE *k̑ > s)な変化を起こしていることからルウィ語に近いと考えられる。また、民族を表す接尾辞 -yn- は、ルウィ語の -wanni- と対応していると解釈される。格語尾もルウィ語と対応するとして矛盾なく解釈できる。